# رقروق القديس أنطون
رقروق أو قضيم أو قضم القديس أنطون أو الجضيم أو الخشين أو الرعل (باللاتينية: Helianthemum sancti-antonii) نوع نباتي يتبع جنس الرقروق من الفصيلة القريضية.

## الموئل والانتشار
النبات واطن في بلاد الشام ومصر والجزيرة العربية.